# 산초촌
산초촌(三町村)은 야마나시현 나카코마군에 설치되었던 촌이다. 현재의 주오시 북동부에 해당한다.